# Mario Beccia

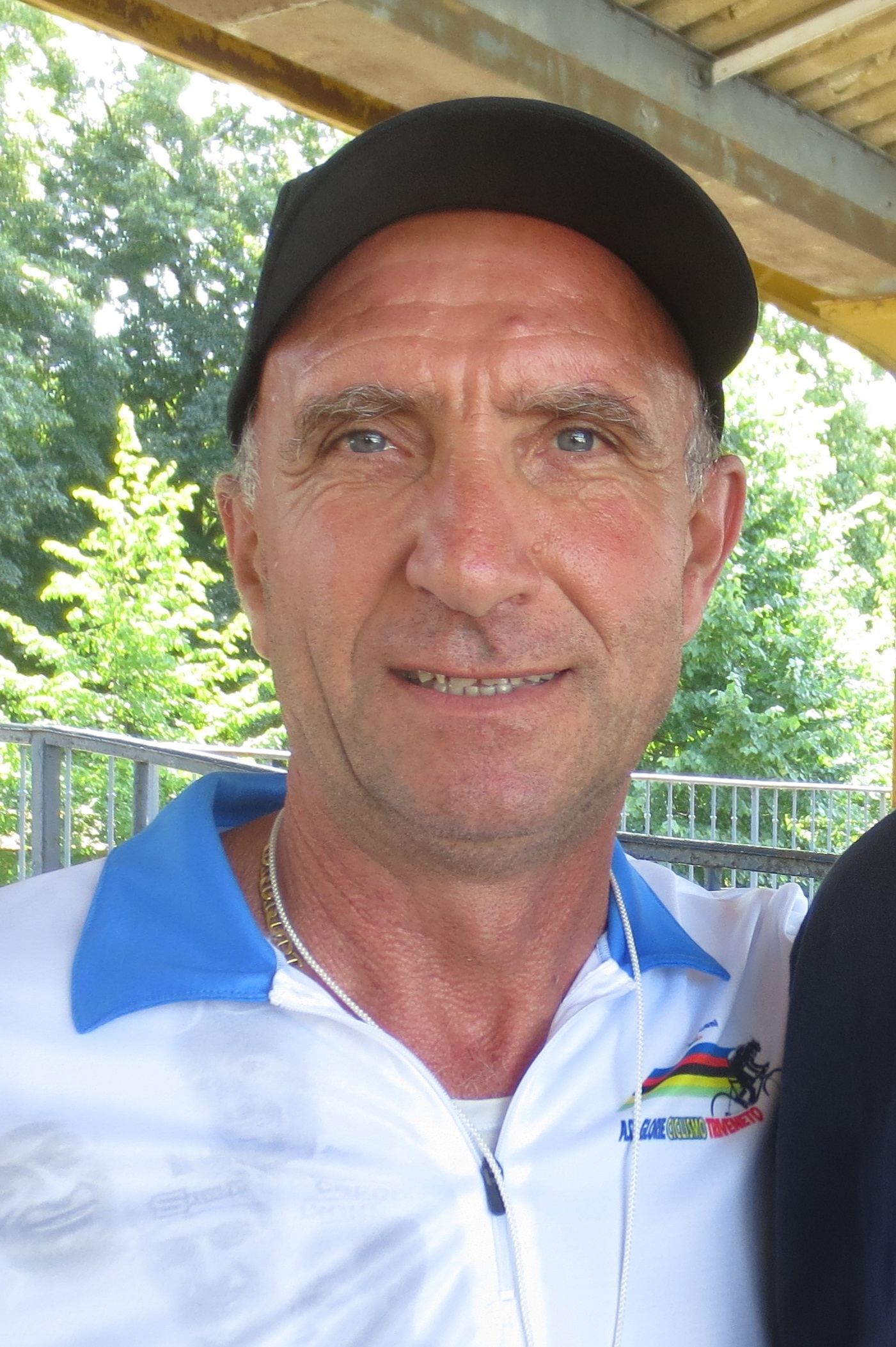
Mario Beccia bei der Tour de France 2013

Mario Beccia (* 16. August 1955 in Troia, Italien) ist ein ehemaliger italienischer Profi-Radsportler.
Beccia begann seine Profi-Karriere 1977 beim italienischen Team Sanson. Seinen größten Erfolg feierte er 1980, als er die Tour de Suisse mit einem Vorsprung von 2:12 Minuten auf den Schweizer Josef Fuchs für sich entscheiden konnte. 1988 beendete er seine Karriere und arbeitete erst als Sportlicher Leiter bei kleineren italienischen Teams, bevor er beim Bekleidungshersteller Northwave für die Promotion der Radprofis zuständig war. Von 2006 bis 2008 war Beccia sportlicher Leiter beim Team Volksbank-Vorarlberg.

## Teams
- 1977–1978 Sanson
- 1979 Mecap-Hoonved
- 1980 Hoonved-Bottecchia
- 1981 Santini-Selle Italia
- 1982–1983 Hoonved-Bottecchia
- 1984–1986 Malvor-Bottecchia
- 1987 Remac-Fanini
- 1988 Malvor-Sidi

## Erfolge
1977
- Giro dell’Emilia

1980
- Eine Etappe und Gesamtwertung Tour de Suisse

1981
- Col San Martino

1982
- Waalse Pijl

1983
- eine Etappe Tour de Romandie
- eine Etappe Giro d’Italia

1984
- Giro dell’Appennino
- Giro dell’Umbria
- Mailand–Vignola

1986
- 3. Mailand–Sanremo